# Barbie Dreams
Singles de Nicki Minaj
Ganja Burn
(2018) Goodbye
(2018)
Barbie Dreams est une chanson de la rappeuse et chanteuse américaine Nicki Minaj, sorti le 14 août 2018 sous les labels Young Money Entertainment et Cash Money Records. C'est le troisième single extrait de son 4e album studio Queen.

## Développement et sortie
Dans une interview pour Elle en juin 2018, Minaj déplore la mort du clash dans le rap, chose qu'elle appréciait, et annonce qu'elle a l'intention de le raviver dans un esprit bon enfant. Le 10 août 2018, la rappeuse révèle la liste finale des titres de son quatrième album studio, Queen, qui inclut en troisième position le titre Barbie Dreams. Le titre sort avec le reste de l'album quelques heures plus tard sur toutes les plateformes musicales. Pour le promouvoir, Minaj joue Barbie Dreams dans son émission Queen Radio sur la radio Beats 1 de Apple Music. Accompagnée de Zane Lowe, elle explique le message de la chanson : « Les gars, vous savez que Barbie Dreams n'est pas un diss, non ? C'est juste une blague. Je les adore. J'ai dit des choses à propos de gens qui je sais sauront apprécier la plaisanterie et ne deviendront pas sentimentaux ». Quatre jours plus tard, à la suite du buzz que la chanson crée, Young Money annonce l'envoi de la chanson aux stations de radio en tant que troisième single extrait de l'album, après Bed.

## Composition et paroles

Minaj s'inspire de The Notorious B.I.G. pour Barbie Dreams.

Barbie Dreams dure quatre minutes et trente-neuf secondes. C'est une revisite du titre Just Playing (Dreams) du rappeur américain The Notorious B.I.G.,, et sample également le titre Blues and Pants du chanteur soul James Brown. C'est la deuxième fois que Minaj reprend l'instrumentale de Just Playing (Dreams), la première étant sur sa mixtape Playtime is Over en 2007 sur le titre Dreams '07.
Contrairement à Notorious B.I.G. qui listait son attraction pour plusieurs chanteuses de R&B connues, Minaj utilise la chanson pour insulter avec humour un grand nombre de rappeurs et d'athlètes américains, parmi lesquels on retrouve entre autres Drake, Meek Mill, DJ Khaled, Odell Beckham Jr., Eminem, 50 Cent, Lil Uzi Vert, Young Thug et 6ix9ine. La chanson est par conséquent perçue par beaucoup à sa sortie comme une diss track envers les hommes qui y sont mentionnés, mais Minaj dément la rumeur lors de son émission de radio Queen Radio diffusée sur Apple Music. Elle explique que les personnes mentionnées dans Barbie Dreams sont des personnes qu'elle apprécie et admire. Elle confirme cette déclaration avec un tweet : « J'ai seulement mentionné les gens avec qui je déconne. Ce n'est pas un diss. Putain. C'est notre culture, c'est BIGGIE!!!!! New York!!!! C'est FUN ».
Big Juice, l'ingénieur du son de Minaj, a expliqué le processus de création de la chanson en disant : "Elle m'a dit de charger un beat, de le jouer en boucle et de lui donner vingt à trente minutes. Puis elle est entrée dans la cabine d'enregistrement et elle a posé son texte, et c'est comme ça qu'on l'a eu. Je ne savais pas ce qu'elle allait dire. J'aurai tendance à dire qu'elle a fait 90% du travail en une seule prise.". Lors du second épisode de son émission Queen Radio, Minaj cite B.I.G. et Eminem en tant qu'influences de la chanson : « Dédicace à B.I.G. qui m'inspire encore tous les jours. (...) J'adore les rappeurs qui peuvent écrire des punchlines et me faire rire. Eminem aussi ». Lors d'un interview pour Hot 97, elle mentionne également le titre How to Rob de 50 Cent comme inspiration : « C'est tellement How to Rob (...) Je veux faire une dédicace à 50 parce qu'il a vraiment inspiré ce titre. C'est pour ça qu'il est la première personne que je mentionne dans la chanson ».

## Accueil critique
Les critiques sont quasiment unanimes et reçoivent Barbie Dreams de manière très positive. Kathy Iandoli de Billboard décrit la chanson comme « un point culminant » de Queen, et Mosi Reeves de Rolling Stone estime qu'elle est la « pièce maîtresse » de l'album,. Brennan Carley de GQ ajoute que « c'est old school, super marrant ». Minaj est saluée pour l'intelligence dont elle fait preuve dans les paroles de la chanson. Maeve McDermott de USA Today écrit : « Elle retourne le beat de Dreams de B.I.G. et décharge la meilleure litanie d'insultes de cette décennie. Il faut mettre Barbie Dreams dans une capsule temporelle pour son encapsulation parfaite de chaque drame hip-hop stupide dont on parlé en 2018 ». Ben Beaumont-Thomas de The Guardian note que Barbie Dreams est « le titre parfait pour une époque obsédée par les commérages et les memes, et Minaj se place intelligemment au centre de la conversation sur les réseaux sociaux », et Briana Younger de Pitchfork affirme que la chanson « souligne l'esprit vif et l'humour qui lui ont valu le centre de l'attention dès ses débuts »,.
Les critiques soulignent également les connotations politiques de la chanson. Bryan Rolli de Forbes soutient que « bien sûr, il ne faut pas prendre [Barbie Dreams] littéralement : c'est tout d'abord un diss track, mais on peut aussi considérer [Barbie Dreams] comme une attaque hilarante contre le sexisme de l'industrie musicale, ainsi qu'un testament au lyrisme magistral et au succès endurant de Minaj dans ce domaine ». Mathew Rodriguez de Into conclut : « Barbie Dreams est l'une des meilleures chansons que Minaj ait jamais enregistré. Minaj manifeste sa propre forme de féminisme. Les gens l'ont critiqué pour avoir autorisé Lil Wayne et Drake a fantasmé sur elle dans le titre Only de The Pinkprint. Prenant exemple sur son propre Anaconda, elle retourne le problème et crée une chanson dédiée à fantasmer sur des rappeurs en les humiliant un par un. Nicki ne délivre pas simplement des punchlines, elle s'envole. Le meilleur de Queen et le meilleur de la reine elle-même ».
En décembre 2018, Billboard nomme Barbie Dreams comme la 95e meilleure chanson de l'année.

## Accueil commercial
Barbie Dreams atteint la 3e place du classement des ventes iTunes aux États-Unis. Le titre débute en 18e position dans le Billboard Hot 100 lors de sa première semaine de sortie, devenant le 32e de la rappeuse à atteindre le top 20 et faisant de Minaj l'artiste féminine détenant le plus d'entrées au top 20. Il chute en 38e position lors de la deuxième semaine, puis en 45e position lors de la troisième, puis en 63e lors de la quatrième. Il remonte en 45e position lors de la cinquième semaine. La chanson passe en tout sept semaines dans le Hot 100. 

## Clip vidéo
Le clip officiel de Barbie Dreams, réalisé par Hype Williams, est publié le 10 septembre 2018 après l'émission Queen Radio de Minaj sur la station Beats 1 de Apple Music. La vidéo commence avec un Muppet dans une salle de théâtre accueillant le public au spectacle Barbie Dreams. La caméra montre ensuite Minaj rendant hommage à The Notorious B.I.G. : « RIP B.I.G, un classique ». La vidéo consiste ensuite d'images entrecoupées de Minaj portant différentes tenues (notamment un trench-coat vert flou et une perruque arc-en-ciel), dansant et faisant des grimaces. Elle interagit également avec plusieurs Muppets représentant certains rappeurs mentionnés dans la chanson : 50 Cent, Meek  Mill, 6ix9ine, DJ Khaled, Lil Wayne et Quavo. En septembre 2019, la vidéo cumule plus de 100 millions de vues, et devient la 51e vidéo de Minaj à passer ce cap. 

## Performances

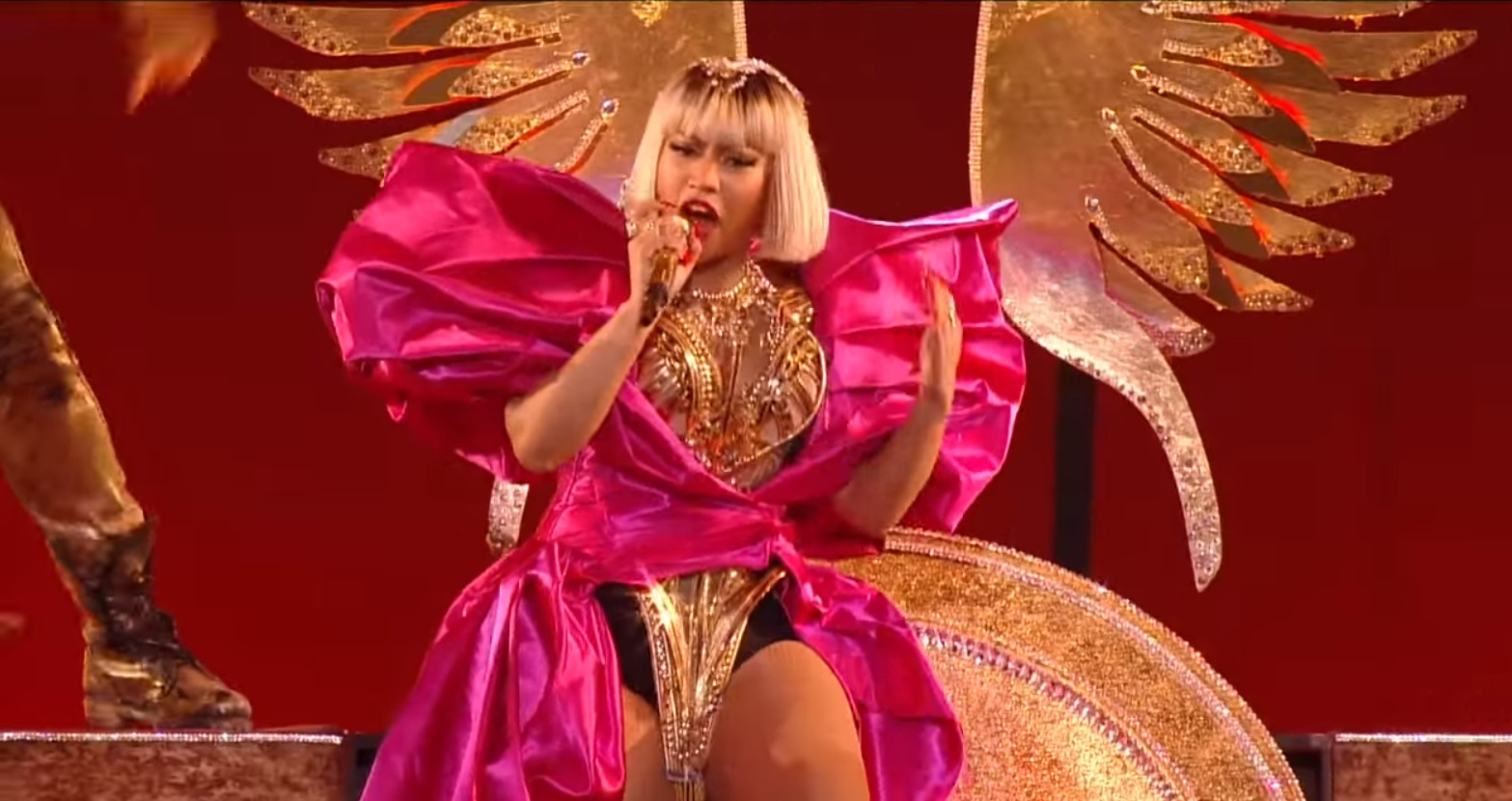
Minaj lors des MTV VMAs 2018.

Minaj interprète le titre pour la première fois lors d'un medley également composé de Ganja Burn, Majesty et Fefe le 20 août 2018 durant la cérémonie des MTV Video Music Awards 2018. La performance est diffusée en direct de la station du PATH du World Trade Center à New York. Le 4 septembre 2018, Minaj interprète un medley des titres Barbie Dreams, Ganja Burns et Fefe lors du premier épisode de la 16e saison du Ellen Degeneres Show. 

## Crédits
Crédits adaptés de Spotify.
- Nicki Minaj : interprète, compositrice
- Melvin "Mel" Hough Ii : compositeur, producteur
- Rivelino Wouter : compositeur, producteur
- Rashad "Ringo" Smith : compositeur, producteur
- Christopher Wallace : compositeur
- Fred Wesley : compositeur
- James Brown : compositeur

## Classements hebdomadaires
| Classement (2018)              | Meilleure position |
| ------------------------------ | ------------------ |
| Australie (ARIA)               | 57                 |
| Canada (Hot 100)               | 43                 |
| Écosse (OCC)                   | 60                 |
| États-Unis (Hot 100)           | 18                 |
| États-Unis (R&B/Hip-Hop Songs) | 2                  |
| États-Unis (Rhythmic)          | 1                  |
| Irlande (IRMA)                 | 5                  |
| Nouvelle-Zélande (RMNZ)        | 1                  |
| Royaume-Uni (UK Singles Chart) | 36                 |
| Slovaquie (IFPI Rádio)         | 2                  |
| Suède (Sverigetopplistan)      | 7                  |

## Certifications
| Pays              | Certification | Ventes  |
| ----------------- | ------------- | ------- |
| Australie (ARIA)  | Or            | 35 000  |
| États-Unis (RIAA) | Or            | 500 000 |